# Nóvaia Ossínovka
Nóvaia Ossínovka (en rus: Новая Осиновка) és un poble de l'óblast de Saràtov, a Rússia, segons el cens del 2010 tenia 76 habitants. Pertany al districte municipal d'Atkarsk.